# 孔德羅沃
54°48′N 36°56′E / 54.800°N 36.933°E
孔德羅沃 （俄语：Ко́ндрово）是俄罗斯卡卢加州北部的一个城市，距离州府卡卢加西北40公里，2002年人口17,177人。
1616年首見於文獻，1938年建市。
参考来源：city.com
外部链接：https://zh.db-city.com/%E4%BF%84%E7%BD%97%E6%96%AF--%E5%8D%A1%E5%8D%A2%E5%8A%A0%E5%B7%9E--%E6%8D%B7%E5%B0%94%E4%BB%BB%E6%96%AF%E5%85%8B%E5%8C%BA--%E5%AD%94%E5%BE%B7%E7%BE%85%E6%B2%83 （页面存档备份，存于）